# Kimura byol lemoine
kimura byol lemoine (키무라 별 르무완 * キムラ ビョル レモワン)  est artiste multidisciplinaire, commissaire d’exposition et archiviste queer féministe de Montréal qui milite auprès de différentes communautés,. Contribuant à donner une voix et une visibilité aux minorités dans son travail artistique, kimura byol lemoine explore dans ses œuvres des thématiques liées à l'identité, la diaspora, le déplacement, le genre et la sexualité. Sa pratique plurielle et autodidacte a été diffusée et reconnue à l'internationale dans des contextes variés allant des projections en festival au cinéma, des expositions en galerie aux espaces alternatifs.
kimura byol lemoine s'identifie comme une personne intersexe et agenre et utilise le pronom personnel neutre yel•le,,, ainsi que les accords en double flexion abrégée,.

## Biographie
kimura byol lemoine nait en 1968 à Pusan, en Corée du Sud, d'une mère sud-coréenne et d'un père japonais. Faisant partie de la première génération de coréens placés en adoption internationale, kimura byol lemoine est adopté en 1969 par un couple belge puis grandit en Belgique,,.
Très tôt, kimura byol lemoine s'initie aux arts à travers la peinture, grâce à un ensemble de pinceaux offert par sa grand-mère. Après un passage en école d'art où kimura byol lemoine découvre le surréalisme et l'art non figuratif, son penchant artistique se tourne vers le septième art, pour lequel kimura byol lemoine développe une véritable passion qui l'amène à faire l'école buissonnière pour assister à des projections au cinéma durant ses heures de cours.
En 1988, kimura byol lemoine réalise son premier film, Adoption, pour lequel kimura byol lemoine remporte le prix du festival « Être jeune en Europe aujourd'hui »,. Tourné en l'espace de seulement deux jours à partir d'une lettre ouverte écrite à sa mère biologique,, cette œuvre interroge son identité d'adopté·e asiatique élevé·e dans un pays occidental. À la suite de l'obtention de cette récompense déterminante, kimura byol lemoine présente son film à l'ambassade de Corée du Sud puis se rend dans son pays natal avec 23 autres adoptés sud-coréens dans le cadre d'un programme de réintégration raciale, un séjour qui lui permettra de capter des premières images de sa terre natale grâce à sa caméra Super 8.
En 1993, kimura byol lemoine s'installe en Corée du Sud où kimura byol lemoine demeure jusqu'en 2006. Malgré de nombreux écueils causés par le manque de soutien et le paternalisme des autorités et de la société coréenne vis-à-vis des adopté·es en quête de leurs racines,, kimura byol lemoine parvient ultimement à reprendre contact avec sa mère biologique. Durant son retour au pays (1993-2006), kimura byol lemoine affirme un nouveau pan de son identité comme personne queer. Le traitement réservé à la communauté LGBTQ pousse kimura byol lemoine à quitter le pays pour s'établir à Montréal, au Canada, en 2006,. Cette nouvelle ville d'accueil lui donne une « liberté spatiale et mentale » pour réfléchir, cette fois, à la définition de son identité de genre [source].
En 2008, kimura byol lemoine réalise le film Disadoption, un court-métrage qui raconte, sur une berceuse de son enfance, le souhait de son père de le « désadopter ». Ce film est un plaidoyer pour éveiller les consciences de potentiels parents adoptifs occidentaux, qui n'ont pas toujours les outils culturels pour comprendre et soutenir un enfant d'origine différente de la leur.
En 2017, kimura byol lemoine est récipiendaire de la bourse Regard sur Montréal, une résidence de production soutenue par le Conseil des arts de Montréal, la SODEC, l'ONF en collaboration avec Les Films de l'Autre, qui lui sert à réaliser le court métrage documentaire #6261. Pour ce projet, l'artiste part à la rencontre de Montréalais d'origines diverses qui ont un point commun : leur adresse, située au numéro 6261. Le film est présenté en première aux Rendez-vous du Cinéma Québécois et est développé et produit par Microclimat Films.
En 2020, kimura byol lemoine réalise Adoption : 30 ans après, une œuvre qui revient sur son tout premier film et qui comprend des entrevues avec l'actrice principale de l’œuvre.

## Parcours d'artiste militant

### Carrière artistique
kimura byol lemoine emploie l'art comme outil intime et politique afin de déconstruire son bagage identitaire et discerner les conséquences néfastes d'une définition occidentale de l'identité,,. Son travail artistique se distingue par sa sensibilité contagieuse et son humour tranchant, qui côtoient une esthétique DIY. Son ample production peut être considérée comme une forme d'archivage activiste de son parcours identitaire par le biais de diverses médiums et formats : calligraphie, photographie, peinture, poésie et vidéo.
Critique de la suprématie blanche dans le milieu de l'art, kimura byol lemoine conteste les méthodes de sélection et la répartition du financement et des programmes de bourses et de résidences, qui discriminent les personnes racisé·es et issu·es de la diversité sexuelle et de genre. Investi·e auprès de différents organismes et collectifs montréalais, son implication au sein du collectifs et du Festival montréalais Qouleur, du Groupe intervention vidéo et des centres d'artistes autogérés articule et La Centrale contribue à faire rayonner le travail d'artistes issu·es de la diversité et à enrichir la vie artistique locale,.
Ses vidéos sont distribuées par le Groupe intervention vidéo (Montréal), le Centre audiovisuel Simone de Beauvoir (Paris) et VTape (Toronto).

### Travail militant
À partir de la fin de la guerre de Corée en 1953, plus de 200 000 enfants coréens, le plus souvent issus d'un couple mixte, nés hors mariage, ou d'une mère célibataire, ont été placés en adoption à l'étranger,,. Parmi les agences qui se divisent le « marché » de l'adoption internationale, la Holt International Children's Services (HICS), créée en 1955 par l'Américain Harry Holt détient la plus grande part du secteur. Bien que la compagnie excelle dans le traitement rapide des requêtes d'adoptions, l'administration des dossiers se congestionne lorsque des adoptées reviennent au pays pour tenter de retrouver la trace de leurs parents biologiques.
C'est dans ce contexte et pour répondre aux besoins particuliers des adopté·es internationaux·ales qui tentent de reconnecter avec leurs origines que kimura byol lemoine co-fonde le Global Overseas Adoptees’ Link, une organisation qui aide les personnes adoptées à retrouver leur famille biologique, ainsi qu'à s'adapter à la vie et au travail dans leur pays d'origine. Ses apparitions récurrentes dans les médias coréens et son militantisme chevronné lui valent la réputation de « visage de l'adoption outre-mer ».
En 2001, kimura byol lemoine et sa collaboratrice kate-hers RHEE rassemblent de jeunes artistes issus de la diaspora coréenne dans un annuaire intitulé O.K.A.Y. (Overseas Korean Artists Yearbook). Chaque tome est consacré à une région du monde ― comme l'Amérique, le Japon et l'Europe ― et présente une création originale des artistes recensé·es.

## Œuvres (sélection)

### Films et vidéos
- 1988 : Adoption (court métrage)
- 2008 : Disadoption (vidéo)
- 2010 : Qu'est-ce que ça veut dire? (vidéo)
- 2011 : Bang bang (vidéo)
- 2011 : 9 octobre (vidéo)
- 2014 : Hairy (vidéo)
- 2016 : #6261(court métrage)
- 2017 : 2x50=100 (vidéo)
- 2017 : ARTivismes lesbiens. Réalités actuelles (moyen métrage)
- 2020 : Adoption : 30 ans après (court métrage)

### Ouvrage à titre d'auteur·trice
- 2005 : 55% Korean, Séoul, GimmYoung

## Expositions solos (sélection)
- 1997 : Ugly Beauty[29], galerie Munhwa Ilbo, Séoul
- 1998 : Between TWO, Centre culturel français de Séoul
- 2003 : Oui mais non, Galerie Artinus, Séoul
- 2004 : Chinoiseries accentuées, Bar Soho, Séoul
- 2006 : Lausanne Kimchifié, Espace Zinéma, Lausanne
- 2020 : kimura byol cho mihee 조미희 nathalie lemoine, Dazibao, Montréal

## Expositions de groupe (sélection)
- 1996 : West to East[30], Samsung Insurance Gallery, Daejeon
- 1999 : Made in Korea, Musée Ilmin , Séoul
- 2000 : Snapshot of Adoptees, Musée national coréen-américain, Los Angeles
- 2002 : There (Part 2), Biennale de Gwangju, Gwangju
- 2008 : Palimpset of Peripheries, Korea Gallery, New York
- 2020 : En bonne compagnie, Galerie Bradley Ertaskiran, Montréal
- 2021 : (Pre)Existing Conditions, dans le cadre du projet Mobiliser la créativité: l'art dans la pandémie, en ligne
- 2021 : ...et de la place dans le sac aux étoiles, Fondation PHI, Montréal, Canada
- 2022 : Musée d'art actuel / département des invisibles, projet initié par Stanley Février, Musée des beaux-arts de Montréal, Canada

## Commissariat et programmation
- 2007 : Orientité, La Centrale galerie Powerhouse, Montréal
- 2014 : Qouleur : De Zéro au Futur (et tout entre-temps), Ada X (Studio XX), Montréal[31]
- 2015 : Topovidéographies : Les archives audiovisuelles des adopté·es (1988-2015), Groupe intervention vidéo, Montréal
- 2016 : Terra Traces, co-commissarié avec Sonja Zlatanova, La Centrale galerie Powerhouse, Montréal
- 2016 : GIV le 40e: Canasian Experience, Berlin Asian Film Network, FAQ-Aden, Berlin
- 2019 : Laissez-passer, Le MUP - Festival international de courts métrages et le Groupe intervention vidéo, Montréal

## Distinctions

### Résidences, reconnaissances et récompenses
- 1988 : Prix du festival « Être jeune en Europe aujourd'hui » pour Adoption, Bruxelles
- 2008 : 1er prix, Ciné-Asie de la Vidéo, Asian Short Video Contest, Disadoption (Montréal)
- 2015 : 2e prix, Ciné-Asie, Arts Interculturels (Montréal)
- 2015 : Bourse Vivacité, Conseil des arts de Montréal
- 2014-2015 : Programme de mentorat du MAI (Montréal, arts interculturels) (Montréal)
- 2016 : Prix Powerhouse, La Centrale (Montréal)
- 2017 : Prix Regard sur Montréal, Conseil des arts de Montréal, Office nationale du film du Canada, SODEC (Montréal)
- 2021 : Résidence PHI MONTRÉAL